# 동아시아반일무장전선
동아시아반일무장전선(일본어: 東アジア反日武装戦線 히가시아지아한니치부소센센[*])은 1970년대에 미쓰비시중공 폭파사건, 연속기업폭파사건 등 폭탄을 이용한 무장투쟁을 수행한 일본의 좌익 테러단체다. 반일망국론, 아이누 혁명론을 이념으로 삼았으며, 수사기관은 반일 아나키즘 사상을 가진 극좌폭력집단으로 여겼다.

## 역사

### 호세이대 L반 투쟁위원회
1970년 봄, 호세이 대학 문학부 사학과 재학 중이던 다이도우지 마사시가 결성한 "L반 투쟁위원회"가 원류다. "L반"은 다이도우지가 소속된 대학의 반으로, 정파적으로는 논섹트 래디컬로 분류된다. 다이도우지가 철학과, 국문과에도 참여를 호소한 결과 한때 회원이 백수십명으로 늘었다. 회원 중에 가타오카 도시아키와 이후 협력자가 된다고 알려지는 A, B 등이 있었다. 전공투운동이 종식함과 함께 L반 투쟁위도 자연소멸했다. 다이도우지, 가타오카, A는 대학을 중퇴했다.

### 연구회
다이도우지와 L반 투쟁위원회 주축 멤버들이 중심이 되어 1970년 8월 "연구회"를 결성했다. 이 "연구회"에서는 일본제국주의가 아시아에 행했던 행패를 집중적으로 학습하면서 과격한 반일사상을 양성해갔다. 당시 학습자료로는 박경식의 『조선인강제연행기록』 등이 사용되었다. 또 도시유격대에도 관심을 가져 쿠바 혁명 등의 자료를 학습했다. 이윽고 연구회의 결론은 반일운동을 무력투쟁으로써 전개해야 한다는 데로 수렴되어 갔지만, 도시유격대 노선을 마음에 들어하지 않은 몇 명이 이탈했다. 그해 11월, 다이도우지의 홋카이도 쿠시로코료고등학교 동급생으로, 다이도우지가 고교졸업 이후 고교동창들과 구성한 사회주의연구회에 참여했었던 호시약과대학생 다이도우지 아야코가 합류했다. 1971년 1월에는 최초로 사제폭탄 실험을 하게 된다.

### 캄파니아 투쟁
우선 대중에게 호소하는 캄파니아 투쟁의 일환으로 "일본제국주의"의 상징으로 여겨지는 것들을 폭파했다.
- 흥아관음·순국칠사지비 폭파사건 (1971년 12월 12일)
- 소지사 납골당 폭파사건 (1972년 4월 6일)
- 풍설의 군상·북방문화연구시설 폭파사건 (1972년 10월 23일)

이 세 사건 이후 본격적인 도시유격대 활동으로 이행하게 된다.

### 동아시아 반일무장전선의 탄생
1972년 12월, "동아시아 반일무장전선"이라는 명칭이 정해졌다. 다만 이 명칭은 모든 반일주의자들이 사용할 것이라는 생각에 "자기들 그룹"을 나타내는 이름이 별도로 필요했다. 그들읕 고고한 존재라는 이미지에서 자기 그룹 이름을 "늑대"라고 했다.
1973년, 본격적 도시유격대 활동에 대비하여 폭탄 개발과 군자금 저축에 힘썼다. 또한 자기들의 주의주장을 세상에 호소하고, 투쟁의 의의와 이념을 공유할 후속 무투파 개인과 그룹이 반일무장투쟁 조류에 합류함을 기하여 소책자 『복복시계』를 집필해 이듬해 2월 간행했다.
1974년 8월 14일, 쇼와 천황이 승차한 오메시열차를 철교째 폭파하려 했다(무지개 작전). 그러나 결행 직전 다른 사람들에게 들키는 바람에 미수에 그쳤다(단, 당일 통과한 천황용 열차는 그들이 폭탄을 설치한 철교(여객차로)가 아닌 화물철교를 통과했기에 만약 결행했더라도 암살은 실패했을 가능성이 높다). 다음날 한국에서 조총련 회원 문세광이 박정희를 암살하려던 사건이 발생했다. 이 사건의 범인 문세광은 검정헬과 다소의 관계가 있었다고 한다. "늑대"는 문세광에게 호응하기 위해 새로운 작전에 착수했다.
동년 8월 20일, 미쓰비시 중공업 도쿄본사 빌딩에서 폭탄을 터뜨려 8명이 숨지고 376명이 부상했다(미츠비시중공 폭파사건). "늑대"에서 예상했던 것보다 훨씬 큰 사건이 되었지만, 이를 계기로 새로이 "대지의 엄니", "전갈" 그룹들이 합류하면서 이듬해 5월까지 연속기업폭파사건을 일으켰다.

### 일제검거
동아시아 반일무장전선의 멤버로 처음 의심받은 것은 당시 아이누 혁명론을 외치던 오오타 류였다. 곧 오오타의 결백은 증명되었지만, 공안은 오오타의 사상적 인맥 어딘가에 동아시아 반일무장전선 멤버가 있다고 추정했다. 그래서 오오타가 관계하는 현대사조사, 리볼트사를 표적수사한 결과 사이토 노도카, 사사키 노리오가 발각되었고, 두 사람을 미행하는 과정에서 그룹의 다른 멤버들까지 줄줄이 파악되었다. 사사키는 위장전향으로 창가학회에 입문하여 매일 법화경을 올리는 등 열성적인 교인 행세를 했지만 공안의 눈을 돌리지 못했다.
1975년 5월 19일, 주동자 7명(다이도우지 부부, 사사키, 마스나가, 사이토, 에키다, 구로카와)와 협력자 간호학생 1명이 구속되었다. 사이토는 체포 직후 자살했다. 협력자인 간호학생의 언니 및 다른 협력자도 자살했다. 체포를 피한 우가진 히사이치와 기리시마 사토시는 전국지명수배가 되었고, 우가진은 1982년 7월 체포되었다.

### 검거 이후
도쿄지방검찰청은 1975년 6월 28일 동아시아 반일무장전선 일당을 기소했다. 하지만 일본적군이 쿠알라룸푸르 사건을 일으켜 사사키 노리오의 석방을 요구함에 따라 사사키가 석방되어 일본적군에 합류하는 이이 벌어졌고, 나머지 멤버들도 격렬히 옥중투쟁을 벌이는 가운데 지원자들의 방해공작까지 겹쳐 재판 개시는 예정보다 많이 늦어졌다. 겨우 12월 25일 공판이 개시되었지만 그 이후로도 공판은 지지부진했고, 다시 일본적군이 일본항공 472편 납치 사건을 일으켜 다이도우지 아야코와 에키다 유키코가 석방되어 일본적군에 합류했다.
1979년에는 옥중 멤버가 쓴 것으로 보이는 『동아시아 반일무장전선 KF부대(준)에 의한 복복시계 특별1호』가 지하출판되는 등 반일무장투쟁을 계속 주장했다.
다이도우지 마사시, 마스나가 도시아키에게는 사형, 구로카와 요시마사에게는 무기징역이 확정되었다. 협력자인 여자에게도 폭발물단속법 위반방조로 징역 8년이 확정되었다. 1982년 7월, 도피 중이던 우가진 유이치가 체포되고 징역 18년이 확정되었다. 1995년 3월 24일에는 에키다 유키코가 루마니아 잠행 중 체포되어 사문서위조 혐의로 추방되어 일본으로 향하던 비행기 안에서 재체포, 징역 20년형이 확정되었다.
이상 연속기업폭파사건의 범인 그룹과는 직접적으로 무관한, 1975년-1976년에 홋카이도에서 벌어진 일련의 폭탄테러사건에도 "동아시아 반일무장전선" 명의의 범행성명이 나온 바 있었다. 1976년 3월 2일의 홋카이도청 폭파사건의 피의자로 기소된 오모리 가쓰히사는 1983년 삿포로 지방재판소에서 1심 사형을 판결받고 1994년 사형이 확정되었다. 오오타 류와 동아시아 반일무장전선에 영향을 받은 반일망국론적 이념가가 일으킨 것으로 보이는 폭탄투쟁이 1970년대 후반에 잇따랐는데, 미검거된 것도 있지만 가토 사부로 등은 체포되어 유죄가 확정되었다.
이들에게 사상적 영향을 미친 것은 오오타 류이지만, 오오타는 1974년 홋카이도의 샤쿠샤인상 받침돌을 훼손한 기물손괴밖에 범법하지 않았다. 오오타의 사상은 1980년대 이후로는 생태주의, 생명주의로 전향했고, 만년에는 인류가 파충류인간에게 지배되고 있다는 음모론을 주장하게 되었다.
현재 사사키 노리오, 다이도우지 아야코는 국제수배, 기리시마 사토시는 전국지명수배되고 있다. 옥중의 멤버들은 재심청구를 내거나, 옥중 처우에 대한 민사소송을 일으키거나, 옥중에서 논문을 발표하는 등 옥중투쟁을 이어나갔지만 2017년 다이도우지가 사망하고, 마스나가는 2010년 뇌경색 후유증으로 신체불수가 되었다. 2018년 이후로는 다이도우지의 유족과 마스나가의 친족이 법정투쟁을 계승하는 형태로 재심청구를 하고 있다.

## 멤버
늑대(狼)
자본가에게 고통받는 피억압민중을 멸종당한 일본늑대에 비유했다.
- 다이도우지 마사시
- 다이도우지 아야코
- 가타오카 도시아키
- 사사키 노리오

대지의 엄니(大地の牙)
국가도 자본가도 없는 이상세계를 목표로 하여, 국가와 자본가에게 맞서는 대지의 엄니에 자신들을 비유했다.
- 사이토 노도카
- 에키다 유키코

전갈(さそり)
작은 조직의 맹독으로 대기업자본을 쓰러뜨리겠다고 전갈에 자신들을 비유했다.
- 구로카와 요시마사
- 우가진 히사이치
- 기리시마 사토시

## 같이 보기
- 일본적군
- 혁명적공산주의자동맹 전국위원회
- 일본혁명적공산주의자동맹 혁명적마르크스주의파